# Jolyon Palmer
Jolyon Carlyle Palmer (født 20. januar 1991 i Horsham) er en engelsk racerkører. I 2016-sæsonen fik han debut i Formel 1, da han sammen med Kevin Magnussen skulle repræsentere Renault F1.
Han er søn af den tidligere Formel 1-kører Jonathan Palmer.

## Historie
Palmer blev født i 1991 i byen Horsham, beliggende i West Sussex, 50 km syd for London.
I 2014 vandt han GP2-serien, som den første brite siden Lewis Hamilton i 2006. 20. januar 2015 blev han ansat test-og reservekører for Lotus i Formel 1. Da teamet inden starten af 2016-sæsonen blev købt af Renault F1, fik Palmer det ene af teamets to faste sæder, da han afløste Romain Grosjean.